# Boulengerochromis microlepis
Boulengerochromis microlepis es una especie de peces de la familia Cichlidae en el orden Perciformes. Es la única especie del género Boulengerochromis.

## Morfología
Los machos pueden llegar alcanzar los 65 cm de longitud total y 4.500 g de peso.

## Hábitat
Es una especie de clima tropical entre 24 °C - 26 °C  de temperatura.

## Distribución geográfica
Se encuentran en África: es una especie de peces endémica del lago Tanganika.

## Interés gastronómico
Su carne es muy apreciada